# The Viletones
The Viletones est un groupe de punk rock canadien, originaire de Toronto, en Ontario. et actif de la fin des années 1970 au début des années 1980. Ils font partie de la première génération de groupe punk canadien. La formation musicale était composée de Steven Leckie, connu sous le pseudonyme de « Nazi Dog » ou « Dog », leader du groupe et chanteur, accompagné de Freddie Pompeii à la guitare, Chris Paputts, surnommé « Chris Hate » à la basse, et Mike Anderson, surnommé « Motor X » à la batterie. En juillet 1977, le groupe joue avec deux populaires autres groupes punk de Toronto, The Diodes et Teenage Head, au club CBGB de New York.

## Biographie
The Viletones sont l'un des groupes punk rock de la première génération punk rock issus de Toronto, au Canada. Steven Leckie formera le groupe et le site web officiel de cleui-ci. Entre le 7 et le 10 juillet 1977, le groupe se joint à The Diodes et Teenage Head au légendaire club new-yorkais CBGB's pour un concert « montrant trois groupes outrageants de Toronto, Canada. » Le critique Lester Bangs décrit positivement ce concert dans un article datant du 29 avril 1981 article sur Village Voice. Cette même année, The Viletones publient leur premier single, Screamin Fist b/w Possibilities et Rebel sur leur propre label, Vile Records.
En 1978, ils publient Look Back In Anger qui comprend les chansons Don't You Lie et Dirty Feeling, b/w Back Door to Hell, Swastika Girl et Danger Boy. La même année, Pompeii, Hate et X quittent The Viletones pour former le groupe The Secrets. Cette année, la nouvelle formation des Viletones apparait dans un concert de The Last Pogo, filmé à la Horseshoe Tavern de Toronto le 1er mai 1978, et devient un documentaire qui aura sa suite en 2013. En 1983, The Viletones publient leur premier album studio, Saturday Night/Sunday Morning, enregistré en live au Larry's Hideaway de Toronto. Plus tard dans la décennie, ils publient l'album live Live at Max's. En 1994, le label Other Peoples Music publie un A Taste of Honey rétrospectif. En 1997, Leckie publie l'album What It Feels Like to Kill. Steven Leckie dirigera aussi une galerie d'arts de Toronto appelée Fleurs du Mal, dont l'un des patrons notables est Malcolm McLaren, agent artistique des The Sex Pistols. 
D'autres membres ayant joué avec Viletones sont Screamin' Sam Ferrara à la basse, Tony Vincent à la batterie, Steve Koch à la guitare, Steven Stergi à la guitare, Conrad Wiggins à la guitare, Ian Blurton à la guitare, Scott McCullough à la guitare, Jeff Zurba à la batterie, et Steve Scarlet à la guitare.
The Viletones joue le 15 août 2015, bien que Steven Leckie souffre de sclérose en plaques, et est filmé en 3D par Regg Hartt pour Cineforum. Le 13 mai 2017, Freddy Pompeii, ancien membre des Viletones, décède le 13 mai 2017 à 70 ans d'un cancer du poumon.

## Discographie

### Albums studio
- 1977 : Live at Max's (USA Recordings)
- 1983 : Saturday Night Sunday Morning (album live, enregistré à Toronto, Fleurs du Mal Records)
- 1983 : I'm Gonna Fuck You Now (Fleurs du Mal Records)
- 1994 : A Taste of Honey (compilation, Other People's Music)
- 1998 : What It Feels Like To Kill (Fleurs du Mal Records)

### EP et singles
- 1977 : Screaming Fist (45", Vile Records)
- 1978 : Look Back In Anger  (7" EP, Razor Records)